# Hòa Thạc Đoan Tĩnh Công chúa
Hòa Thạc Đoan Tĩnh Công chúa (chữ Hán: 和硕端静公主, 9 tháng 6 năm 1674 - 1710), công chúa nhà Thanh, Hoàng nữ thứ năm của Khang Hy Đế, xếp thứ tự là Tam Công chúa.

## Cuộc sống
Hòa Thạc Đoan Tĩnh Công chúa sinh vào giờ Tỵ, ngày 6 tháng 5 (âm lịch) năm Khang Hi thứ 13 (1674), sinh mẫu là Bố quý nhân Triệu Giai thị khi chỉ là Thứ phi. Triệu Giai thị là con gái Tham lĩnh Tắc Khắc Tắc Hách (塞克塞赫), cùng tộc với Đích Phúc tấn Triệu Giai thị của Di Hiền Thân vương, nhưng kỳ tịch lại không giống nhau, chỉ là Bao y Chính Bạch Kỳ.
Năm Khang Hi thứ 31 (1692), bà thụ phong Hòa Thạc Đoan Tĩnh Công chúa, cùng năm hạ giá Khách Lạp Thấm bộ, gả cho Cát Nhĩ Tang, thứ tử của Mông Cổ Đỗ Lăng Quận vương. Cung đình đương án còn xưng gọi bà là Hòa Thạc Chính Ôn Công chúa. Bà mất vào tháng 3 năm Khang Hi thứ 49 (1710) khi mới 37 tuổi.

## Ngạch phò
Cát Nhĩ Tang (1675 - 1722), Ô Lương Hãn thị. Năm Khang Hi thứ 31 (1692), tháng 10, cưới Hòa Thạc Đoan Tĩnh Công chúa. Năm sau nhậm Hộ vệ Trưởng sử, theo lệ của Bối lặc. Năm Khang Hi thứ 43 (1704), tập tước Trát Tát Khắc Đa La Đỗ Lăng Quận vương (扎萨克多罗杜棱郡王). Sau khi Công chúa mất, Ngạch phò Cát Nhĩ Tang bị hoạch tội. Là Ngạch phò duy nhất trong 9 người con rể của Khang Hi bị hoạch tội, giam cầm đến chết.
Tháng 4 năm Khang Hi thứ 50 (1711), trong thời gian tang kỳ của Công chúa, Ngạch phò Cát Nhĩ Tang không những chiếm đoạt thê tử của Tắc Nặc Mộc (索诺穆) và của rất nhiều người khác, thủ hạ dưới tay ông còn giết người, dẫn tới cơn thịnh nộ của Khang Hi Đế. Khang Hi đem Cát Nhĩ Tang giam cầm tại Bắc Kinh cho đến khi chết. Đồng đảng của Ngạch phò đều bị xử tử. Tháng 3 Khang Hi thứ năm 61 (1722), Cát Nhĩ Tang được hợp táng cùng Đoan Tĩnh Công chúa.

### Hậu duệ
- Con gái: Đích Phúc tấn của Lý Thân vương Hoằng Tích – con trai của Dận Nhưng.
- Con trai:
  - Nạp Mục Tắc (納穆塞), kết hôn với Quận chúa Ái Tân Giác La thị – trưởng nữ của Hằng Thân vương Dận Kì.
  - Mẫn Châu Nhĩ Lạt Bố Thản (敏珠爾喇布坦), được phong làm Khách Lạt Thấm Cố Sơn Bối tử.

## Lăng mộ
Lăng của Hòa Thạc Đoan Tĩnh Công chúa nằm ở thành phố Xích Phong thuộc Mông Cổ. Tổng diện tích chiếm khoảng 10 mẫu, bốn phía là tường cao 3 mét. Lăng mộ phân thành tiền viện và hậu viện. Tiền viện có 3 gian môn phòng, 3 gian chính điện, nhà phụ Đông Tây tổng cộng 7 gian, 2 bên có cửa nhỏ thông đến hậu viện. Hậu viện lại có 7 gian đại sảnh, dùng để cung phụng y quan, trang sức của Công chúa khi còn sống. Mộ hình tròn, cao chừng 2 mét, thạch điêu câu lan vây xung quanh, dưới thềm đá trước mộ có đặt một án thờ hình chữ nhật.
Những phần còn lại hiện nay: Bốn trụ đá của đền thờ, bức hoành phi khảm cẩm thạch, bộ phận riêng biệt của phường đỉnh đã bị trộm, một cặp câu đối lập long mộ (nay đã bị hủy hoại trầm trọng). Một thất cũng đã bị hủy hoại nghiêm trọng. Hiện nay tại sở quản lý văn tại Khách Lạp Thấm còn lưu giữ một văn mộ chí viết bằng chữ Mãn Mông Hán, "Phụng chỉ hợp táng".

## Phim ảnh
| Năm  | Phim truyền hình              | Diễn viên              |
| 2012 | Thâm cung điệp ảnh (深宫谍影) | Lý Thụy Tuyết (李瑞雪) |